# Zürichsee
Der Zürichsee (zürichdeutsch Zürisee [ˈt͡syɾiˌz̥eː]) ist ein See in der Schweiz. Er liegt südöstlich von Zürich in den Kantonen Zürich, St. Gallen und Schwyz.
Der Hauptzufluss des Zürichsees ist die Linth, die im Tödi-Massiv in den Glarner Alpen entspringt und durch den Kanton Glarus und seit der Linthkorrektion (1807 bis 1816) durch den Walensee und als Linthkanal bei Schmerikon in den Zürichsee fliesst. Der Hauptabfluss aus dem Zürichsee in der Stadt Zürich ist die Limmat, die durch das Limmattal zur Aare fliesst. Als zweiter Seeabfluss in Zürich dient seit 1642 der Schanzengraben, der anlässlich der Schleifung der Schanzen der Zürcher Stadtbefestigungen um 1834 der Auffüllung entging.

## Geographie

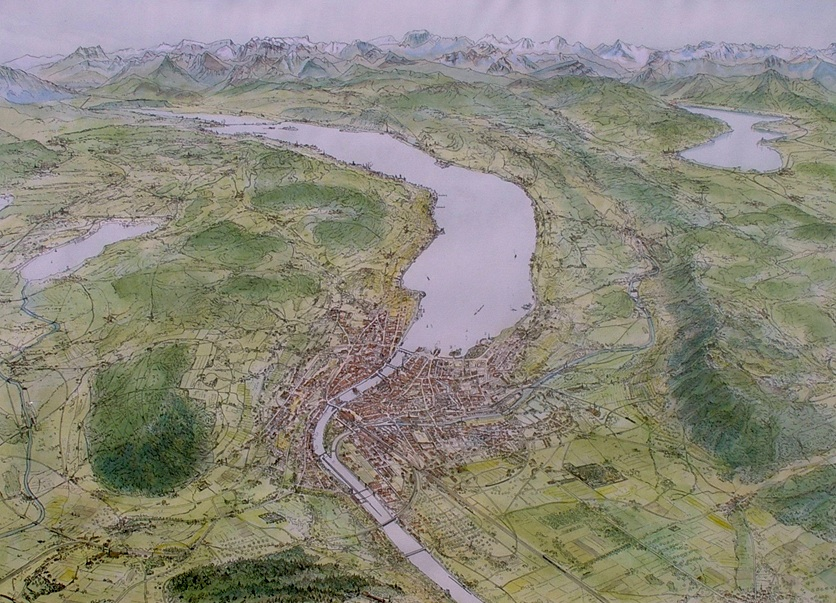
Der Zürichsee 1885 auf einem Stich von Johann Jakob Hofer, mit Greifensee und Zugersee

Das schmale Tal, in dem der See liegt, ist auf der Südwestseite von den Höhenzügen des Etzel und des Albis und auf der Nordostseite von der Hügellandschaft des Zürcher Oberlandes und vom Pfannenstiel flankiert. An beiden Talhängen liegen Hangterrassen, die von Seitenmoränen gebildet worden sind. Der Zürichsee zählt zur Gruppe der Alpenrandseen, die durch die Wechselwirkung der Alpenhebung, der Flusserosion und der letzten Eiszeiten entstanden sind.
Die langgestreckte, leicht gekrümmte Form des Zürichsee gleicht ungefähr einer Banane. Der See ist von Rapperswil bis Zürich rund 28 Kilometer lang, zusammen mit dem Obersee rund 42 Kilometer. An der breitesten Stelle zwischen Stäfa und Richterswil ist der See 3,85 Kilometer breit. Seine tiefste Stelle zwischen Herrliberg und Oberrieden misst 136 Meter Wassertiefe. Die Uferlänge beträgt 87,6 Kilometer. Damit ist der Zürichsee der fünftgrösste See der Schweiz.
Der Zürichsee weist bei Rapperswil und der Halbinsel Hurden eine enge Stelle auf, die wegen eines eiszeitlichen Moränenzuges des so genannten Hurden-Stadiums entstanden ist. Der durch den Seedamm von Rapperswil vom grösseren Seeteil abgegrenzte Seeteil zwischen Rapperswil und Schmerikon wird Obersee genannt. In der Linthebene zwischen Tuggen, Reichenburg und Uznach bestand bis ins Mittelalter noch der östliche Seeabschnitt, der Tuggenersee, der wegen der grossen Geschiebefracht der Linth im 16. Jahrhundert verlandet ist.
Zwischen Rapperswil und Pfäffikon liegen zwei Inseln, die bewohnte Ufenau und die unbewohnte, unter Naturschutz stehende Lützelau. Das Inselchen Schönenwirt vor Richterswil ist die drittgrösste natürliche Insel im See.
Entstanden ist der Zürichsee in seiner heutigen Form nach der letzten Eiszeit, als das Schmelzwasser der Gletscher an der Endmoräne gestaut wurde.

### Einzugsgebiet und Zuflüsse
Das Einzugsgebiet des Zürichsees ist 1811 km2 gross und setzt sich zusammen aus 37 % landwirtschaftlicher Fläche, 29 % Wald, 19 % unproduktiven Flächen, 8 % Gewässer (v. a. Walensee) und 7 % Siedlungsflächen.
Der grösste Zufluss ist der Linthkanal, welcher den Walensee mit dem Obersee verbindet und etwa zwei Drittel des gesamten Zufluss ausmacht. Weitere wichtige Zuflüsse sind die alte Linth, der Linth-Hintergraben, der Goldinger Aabach bei Schmerikon, die Jona bei Rapperswil und die Wäggitaler Aa bei Lachen.
Für den Hochwasserschutz wird 2026 der Entlastungsstollen Sihl-Zürichsee in Betrieb genommen. Dieser leitet bei extremen Hochwassern bis zu 330 Kubikmeter pro Sekunde von Langnau am Albis nach Thalwil in den Zürichsee und entschärft so das Überschwemmungsrisiko der Sihl, insbesondere im Sihlfeld in der Stadt Zürich. Die Zuführung solcher Hochwasserspitzen werden zu Anstiegen des Seepegels von rund 5 Zentimeter führen, weshalb ebenfalls die Abflusskapazität der Limmat an der Münster- und Rathausbrücke erhöht wurde.

## Geologie
In geologischer Hinsicht liegt das westliche Ende des Zürichsees im Molassebecken des Schweizer Mittellandes. Das Becken wurde im Lauf des Tertiärs mit dem Abtragungsschutt der entstehenden Alpen aufgefüllt, wobei sich die Sedimente in verschiedene Schichten unterteilen lassen. Ablagerungen unter marinen Bedingungen werden als Meeresmolasse, solche unter fluviatilen Bedingungen als Süsswassermolasse bezeichnet.
Von Bedeutung für das Gebiet von Zürich ist die Obere Süsswassermolasse, die in der Zeit vor etwa 16 bis 5 Millionen Jahren abgelagert wurde. Sie setzt sich aus einer Wechsellagerung von harten Sandsteinbänken und weichen Mergelschichten zusammen und tritt insbesondere am Uetliberg sowie an den Hügeln östlich der Stadt zutage. Durch eine Tiefenbohrung würde man im Untergrund von Zürich eine mehr als 1000 m mächtige Schicht von Molasseablagerungen finden, bevor man auf die Sedimente der Jurazeit stossen würde.
Die letzte bedeutende landschaftliche Überprägung erhielt die Region durch den Vorstoss des Rhein-Linth-Gletschers während der verschiedenen Eiszeiten. Durch den Gletscher wurden bereits existierende Talmulden vertieft und erweitert sowie neue Täler geschaffen. Das Limmattal und das Glattal sind mit Schottern des Eiszeitalters sowie mit weiteren Sedimenten der Nacheiszeit aufgefüllt. Noch am deutlichsten sichtbar sind die Spuren der Würm-Vergletscherung. Während des sogenannten Stadiums von Zürich (vor etwa 20'000 Jahren) entstand der Moränenwall, der den Zürichsee im Norden abschliesst. Er wird durch den Höhenrücken zwischen dem See und dem Sihltal, durch die Höhe beim Lindenhof in der Altstadt und durch das Burghölzli markiert, während das Sihltal den Schmelzwasserstrom am Rand des Gletschers aufnahm.

## Klima

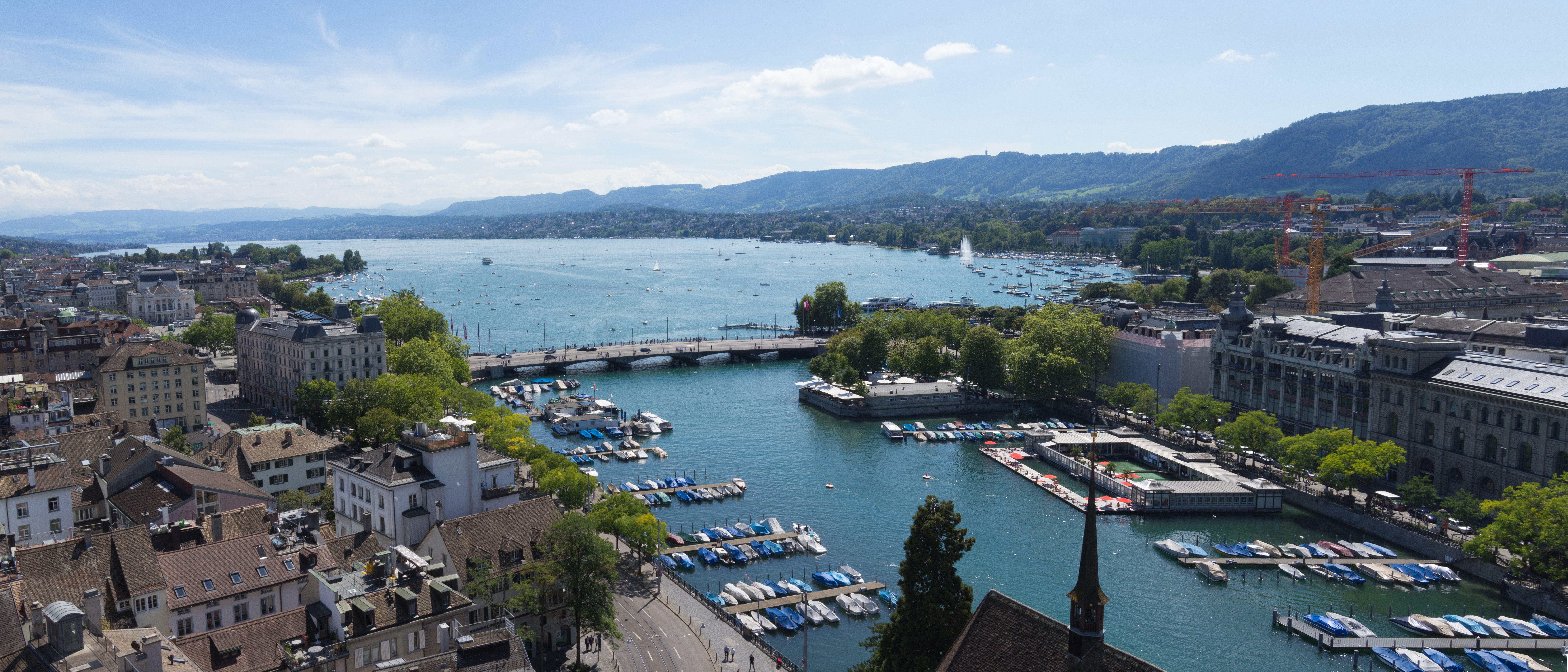
Unteres Seebecken vom Grossmünster gesehen

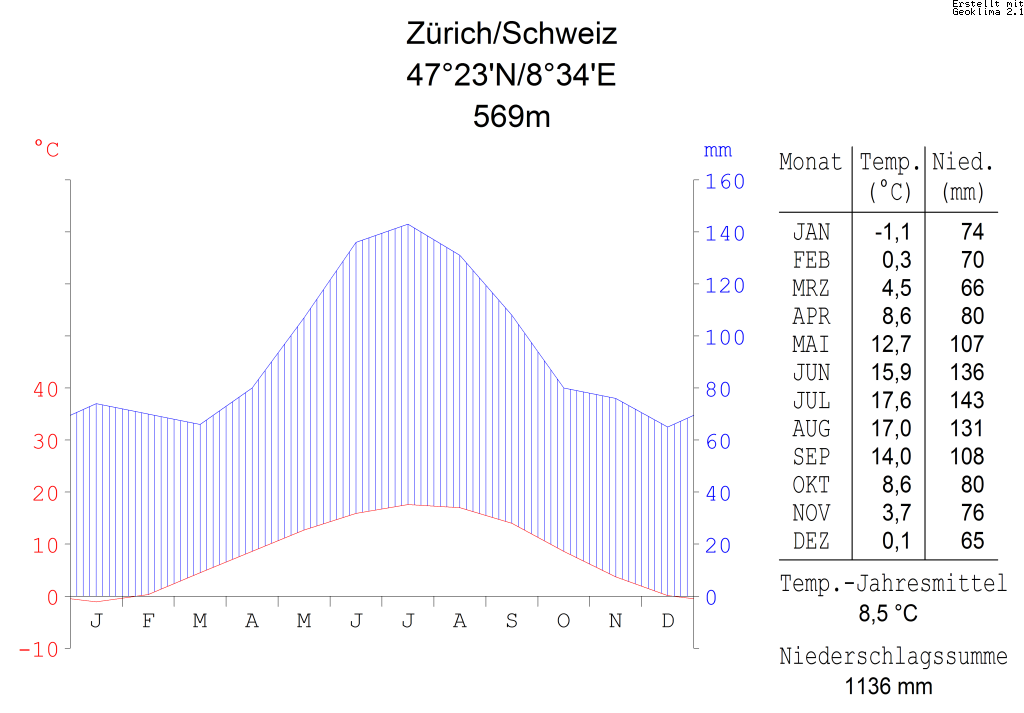
Klimadiagramm von Zürich

Der Zürichsee liegt im Bereich der gemässigten Klimazone. Prägend für das Klima sind einerseits die Winde aus westlichen Richtungen, die oft Niederschlag heranführen, andererseits die Bise (Ost- oder Nordostwind), welche meist mit Hochdrucklagen verbunden ist, aber in allen Jahreszeiten kühlere Witterungsphasen bringt, als im Mittel zu erwarten wären. Der in den Alpentälern und am Alpenrand wichtige Föhn zeigt im Normalfall keine speziellen klimatischen Auswirkungen.
Die Jahresmitteltemperatur an der Messstation der MeteoSchweiz in Zürich (auf 556 m ü. M. am Hang des Zürichbergs und damit 150 m über dem Niveau des Stadtzentrums gelegen) beträgt 8,5 °C, wobei im Januar mit −0,5 °C die kältesten und im Juli mit 17,6 °C die wärmsten Monatsmitteltemperaturen gemessen werden. Im Mittel sind hier 88 Frosttage und 26 Eistage zu erwarten. Sommertage gibt es im Jahresmittel 30, während normalerweise drei Hitzetage zu verzeichnen sind. Diese Werte sind relativ niedrig im Vergleich zu anderen Mittellandstationen, was sich aufgrund der Höhenlage der Station erklären lässt. Im Limmattal sind im Jahresmittel deutlich mehr Sommertage und Hitzetage zu erwarten. Die Messstation Zürich weist im Mittel 1482 Sonnenstunden pro Jahr auf. Die 1136 mm Niederschlag fallen über das ganze Jahr verteilt, wobei im Sommerhalbjahr und speziell während der drei Sommermonate aufgrund der konvektiven Niederschläge höhere Mengen gemessen werden als im Winter.
Das Klima ist, vor allem an der Goldküste von Zollikon über Küsnacht bis Meilen, so mild, dass in den Gärten Hanfpalmen (Tessiner Palmen) und Feigen wachsen. Das «Seeklima» begünstigt am rechten (nördlichen) Seeufer in allen Gemeinden von Stäfa bis Küsnacht ZH auch den Weinbau und macht die Gegend zu einer der wichtigsten Weinregionen der Ostschweiz. Das weniger begünstigte linke (südliche) Ufer hat scherzweise den volkstümlichen Namen Pfnüselküschte verpasst bekommen.

## Limnologie

### Zirkulation
Der Zürichsee (Untersee) ist ein gemässigter, monomiktischer See. Im Spätwinter oder Frühling durchmischt sich der Wasserkörper, wodurch sauerstoffreiches Wasser in die Tiefe und nährstoffreiches Wasser in das Oberflächenwasser gelangt. Im Sommerhalbjahr etabliert sich eine ausgeprägte Temperaturschichtung, mit durchschnittlichen Oberflächentemperaturen von etwa 21 °C. Die Sprungschicht liegt in einer Tiefe von 10–20 Metern, wobei diese im Verlauf des Sommers tendenziell sinkt. Im Spätherbst und Winter setzt mit der Abkühlung des Wassers erneut eine Zirkulation ein.
Aufgrund der zunehmend milderen Herbst- und Wintertemperaturen kühlt sich das Oberflächenwasser im Spätherbst verzögert ab. In den letzten Jahrzehnten führte dies vermehrt dazu, dass die winterliche Durchmischung des Wasserkörpers unvollständig blieb. Während der Zürichsee zwischen 1950 und 1999 in den meisten Jahren bis in Tiefen von über 100 m durchmischte, wurde diese Tiefe seit 2000 nur noch etwa jedes zweite Jahr erreicht. Eine unzureichende Zirkulation hindert den Sauerstoffeintrag ins Tiefenwasser und verhindert gleichzeitig den Aufstieg von Nährstoffen wie Phosphat in oberflächennahe Schichten, was sich insgesamt nachteilig auf die Lebensbedingungen für Fische auswirkt.
Im Gegensatz zum Untersee weist der Obersee aufgrund seiner abweichenden Morphologie und der Trennung durch den Seedamm ein anderes thermisches Verhalten auf. Eine ausgeprägte Schichtung in Epilimnion, Sprungschicht und Hypolimnion bildet sich hier nicht aus. Stattdessen zeigt sich ein annähernd linearer Temperaturgradient über die gesamte Wassertiefe. Diese Unterschiede lassen sich auf die deutlich kürzere Wassererneuerungszeit von etwa 60 Tagen – im Untersee beträgt sie rund 440 Tage – sowie auf die im Obersee fehlenden oder schwachen Windverhältnisse zurückführen, welche die Ausbildung einer stabilen Schichtung im Oberflächenwasser begünstigen würden.

### Trophie
Unter natürlichen Bedingungen wäre der Zürichsee ein nährstoffarmer, oligotropher See. Anzeichen für eine Eutrophierung konnten bereits Ende des 19. Jahrhunderts durch Algenblüten der Burgunderblutalge festgestellt werden. Im 20. Jahrhundert führte das starke Bevölkerungswachstum im Einzugsgebiet und das Zuführen ungereinigten Abwassers – bis 1960 waren erst rund 26 % der Bevölkerung an eine Kläranlage angeschlossen – zu einer massiven Phosphorbelastung des Sees, die 1970 mit jährlich 203 Tonnen ihren Höchststand erreichte. Seit 1995 bleibt der Phosphorgehalt im See konstant knapp unter 25 µg/l und erfüllt damit Vorgaben der Gewässerschutzverordnung, bleibt insgesamt jedoch mesotroph.

### Plankton
Anders als in allen anderen Seen im Kanton Zürich ist das Algenwachstum im Zürichsee seit 1980 nicht zurückgegangen. Der Rückgang an Phosphor reduzierte zwar das Wachstum in Oberflächennähe, wodurch jedoch mehr Licht in tiefere Schichten gelangt und dort Wachstum ermöglicht. Davon profitiert insbesondere die Burgunderblutalge (Planktothrix rubescens), welche fast den gesamten Anteil der Cyanobakterien ausmacht. Treten Cyanobakterien in Algenblüten auf, können ihre Cyanotoxine eine Gesundheitsgefahr darstellen – insbesondere für Hunde, die mit belastetem Wasser in Kontakt kommen. So kam es im Sommer 2021 in Schmerikon zu mehreren Todesfällen bei Hunden, nachdem diese aus dem Obersee tranken, der lokal durch Cyanobakterienblüten belastet war.

## Seeregulierung
Noch Anfang des 20. Jahrhunderts betrugen die Schwankungen des Zürichseepegels bis zu zwei Meter. Dies führte in Ufernähe oft zu Überschwemmungen. Heute wird der Pegelstand des Zürichsees künstlich reguliert. Die Regulierung erfolgt nicht direkt beim Seeausfluss, sondern knapp zwei Kilometer limmatabwärts durch das sogenannte Letten- oder Platzspitzwehr des Kraftwerks Letten.
Die Seeregulierung dient nebst der Stabilisierung des Seepegels der Stromproduktion und dem Hochwasserschutz. Die Wehranlage am Platzspitz leitet zum Teil das Wasser durch den Lettenkanal zum Kraftwerk. Vor einem drohenden Hochwasser kann der Seespiegel künstlich abgesenkt werden. Bei Eintreffen des Hochwasserereignisses kann dadurch mehr Wasser im See zurückgehalten werden. Damit lassen sich Überschwemmungen insbesondere in tiefergelegenen Stadtteilen und im Limmattal verhindern oder reduzieren. Auch wenn die Sihl Hochwasser führt, erfüllt das Lettenwehr eine wichtige Funktion: Es hält das Wasser aus dem Zürichsee etwas zurück, um dem Wasser der Sihl mehr Raum zu geben. So können Schäden in der Stadt Zürich, zum Beispiel eine Flutung der unterirdischen Gleisanlagen des Hauptbahnhofs Zürich, vermieden werden.
Das heutige Dachwehr wurde zwischen 1949 und 1951 erstellt und ersetzte das auf Höhe Platzspitz vorhandene Nadelwehr. Das bestehende Wehr soll bis frühestens 2027 durch ein Sektorwehr ersetzt werden.

## Geschichte

### Pfahlbauten

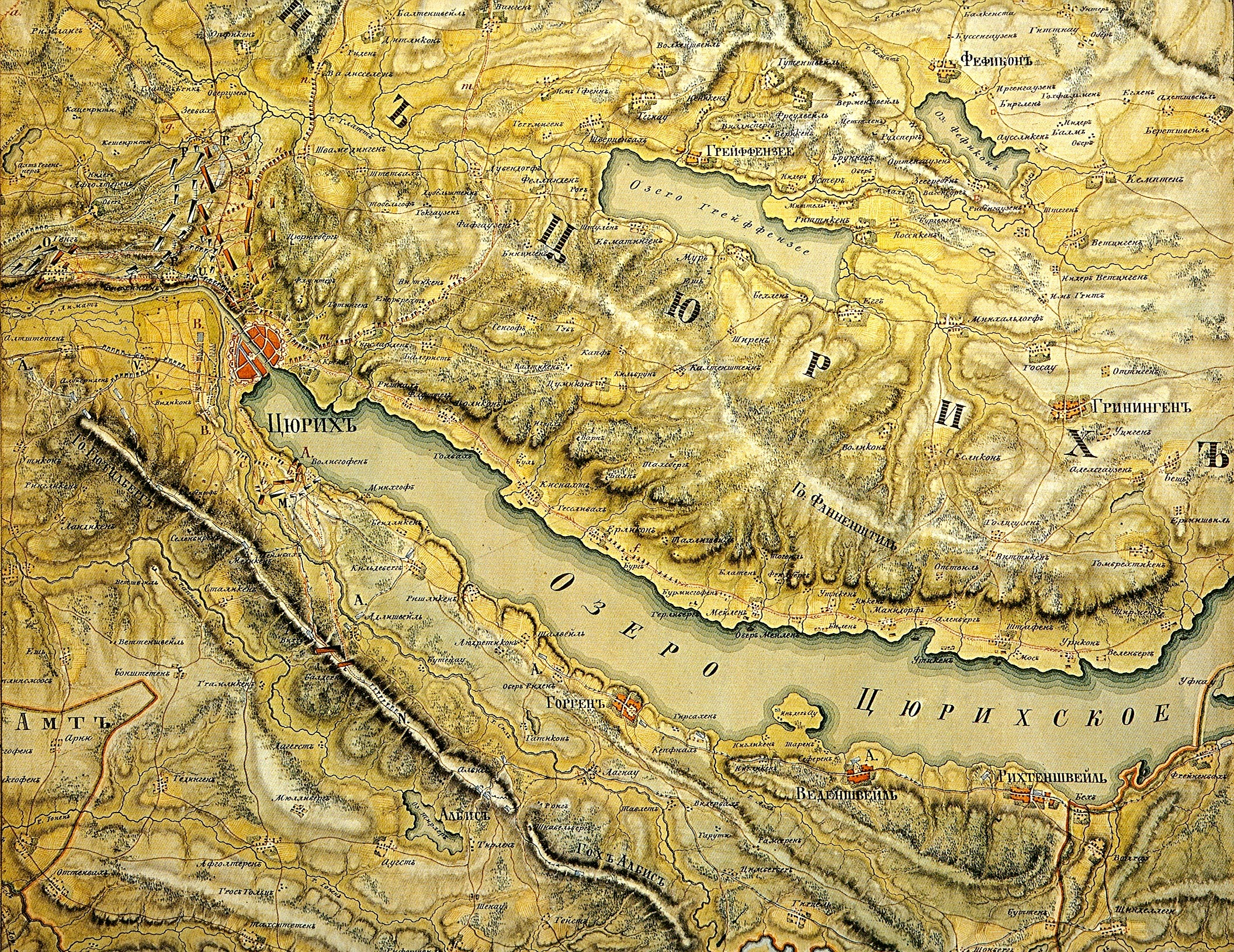
Zürichsee auf der Suworowkarte von 1799

Der Zürichsee ist reich an Resten prähistorischer Pfahlbauten. Im Januar 1854 wurden bei Obermeilen erstmals Überreste von Pfahlbauten gefunden. Der See hatte damals einen sehr niedrigen Wasserstand, was Arbeiten auf dem sonst überfluteten Seegrund erlaubte.
Später fanden Unterwasserarchäologen auch an anderen Orten am Zürichsee prähistorische Siedlungen und Objekte. Die Fundstätten Zürich-Enge-Alpenquai und Kleiner Hafner in Zürich, Meilen-Rorenhaab, Erlenbach-Winkel, Freienbach-Hurden-Rosshorn, Freienbach-Hurden-Seefeld, Rapperswil-Jona-Technikum  und Wädenswil Vorder Au sind Teil des UNESCO-Weltkulturerbes Prähistorische Pfahlbauten um die Alpen.
Die Besonderheit der Fundstelle Freienbach-Hurden-Rosshorn besteht darin, dass dort keine Siedlung nachgewiesen wurde, sondern Reste von hölzernen Brücken zwischen Rapperswil und Hurden. An der Engstelle des Zürichsees zwischen Rapperswil und Hurden wurden über Jahrtausende immer wieder Stege und Brücken gebaut.

### Römische Zeit
Nach der Eroberung durch die Römer um das Jahr 15 v. Chr. lag der Zürichsee im Grenzbereich der römischen Provinzen Raetia (Rätien) und Germania superior (Obergermanien). An seinen Ufern lagen die römischen Siedlungen Centum Prata (Kempraten) und Turicum (Zürich). An der Unterwasser-Fundstelle Grosser Hafner in Zürich, einer ehemaligen Insel, wurde ein römischer Rundtempel aus dem Jahr 122 nachgewiesen.

### Mittelalter und Neuzeit
Die Holzbrücke Rapperswil–Hurden aus dem Jahr 1360 bestand mehr als 500 Jahre lang. Erst im Jahr 1878 wurde sie durch den Seedamm von Rapperswil ersetzt. Die neue Holzbrücke Rapperswil–Hurden (2001) knüpft an die Tradition der alten Holzbrücke an.
Am 5. Oktober 1563 wurde eine im Rathaus von Zürich ausgehängte Verordnung für Fang, Kauf und Verkauf der Fische des Sees erlassen. Die Fischillustrationen dazu hat der bekannte Maler Hans Asper geschaffen.

### Überlieferte winterliche Vereisungen

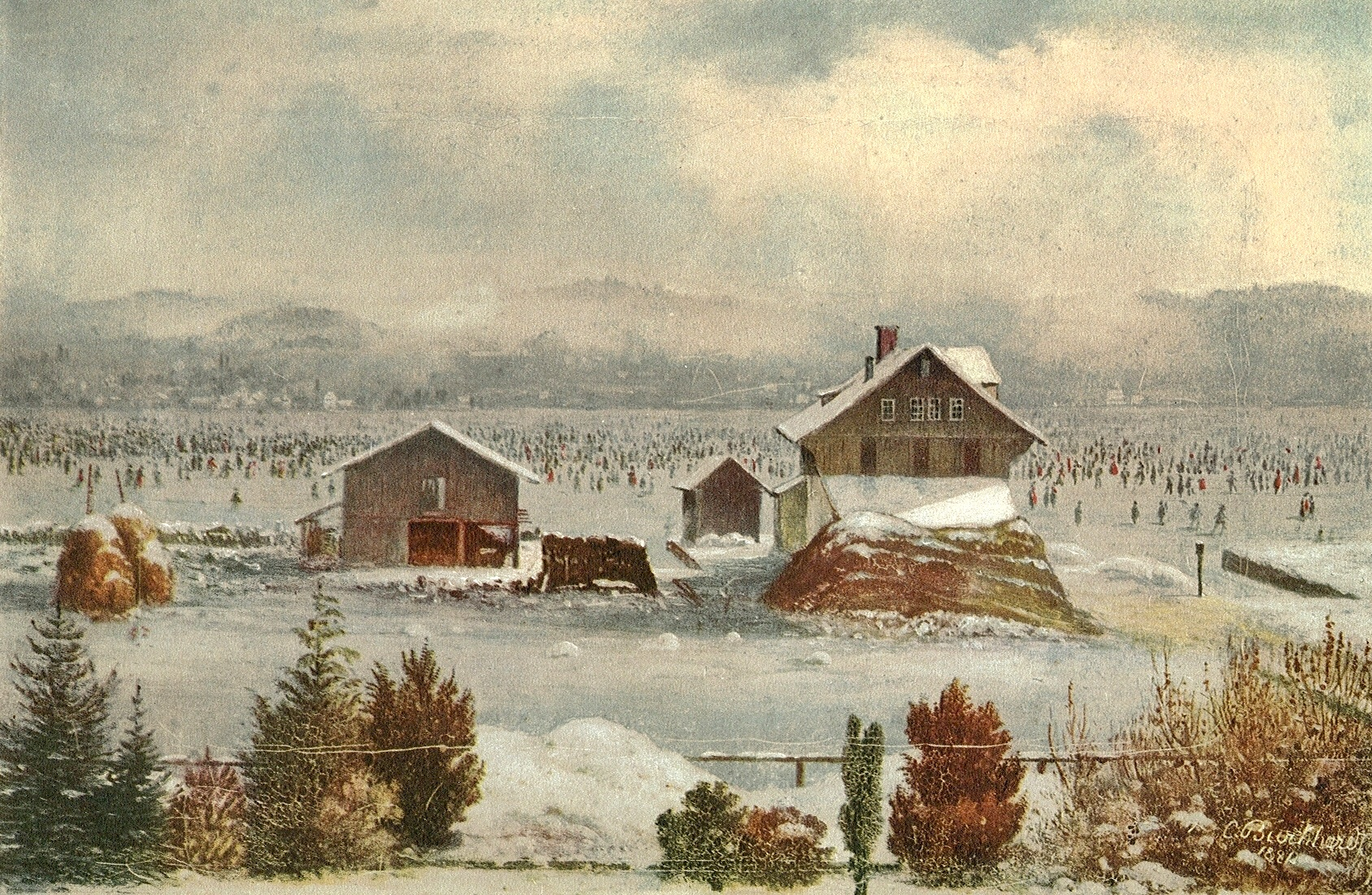
Seegfrörni 1880 vor Wollishofen am Zürichsee

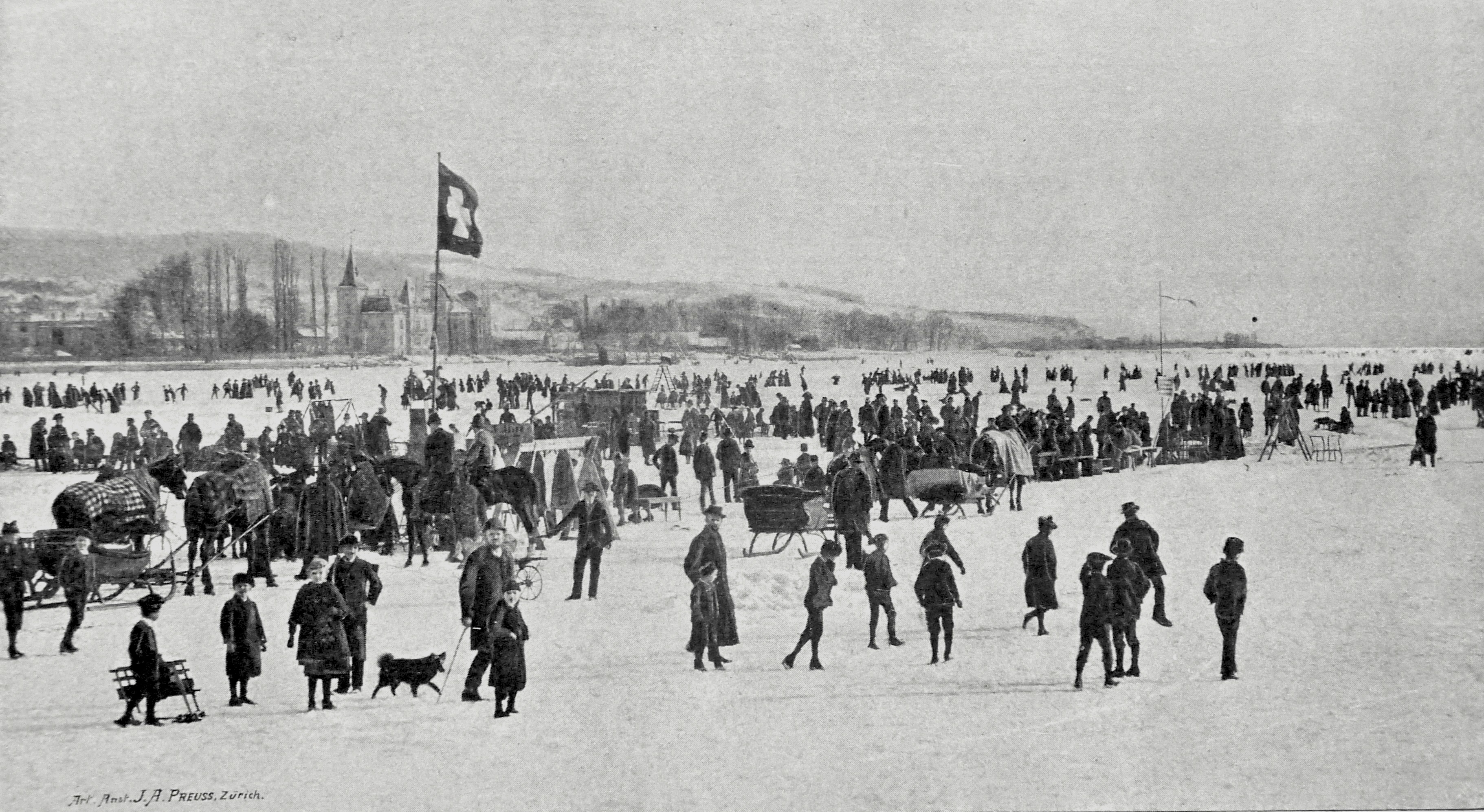
Seegfrörni in Zürich 1891

Der Zürichsee war (entnommen aus einem Bericht eines Zürcher Seepolizisten) in den folgenden Jahren vollständig zugefroren:
- 1223, 1259, 1262
- 1407, 1435,[22] 1491
- 1514, 1517, 1573
- 1600, 1660, 1684, 1695
- 1709, 1716, 1718, 1740, 1755, 1763, 1789
- 1830, 1880, 1891, 1895
- 1929, 1963

Seegfrörni 1963
Letztmals fror der See im harten Winter 1962/1963 zu, die Seegfrörni zog Hunderttausende auf die Eisfläche. Am 22. Januar 1963 wurde die Schifffahrt auf dem Zürichsee eingestellt. Am 24. Januar war der Zürichsee durchgehend mit Eis bedeckt. Die Eisfläche des Zürichsees wurde am 1. Februar 1963 um 12:00 Uhr für den Zutritt freigegeben. Zuvor war das Begehen schon im oberen Teil möglich. Vom 20. bis 23. Februar wurde das Eis wegen Wärmeeinbruchs gesperrt und vom 24. Februar bis 8. März 1963 erneut freigegeben. Am 8./9. Februar 1963 wurde für Eisschnellläufer die gereinigte Eisstrasse von Zürich nach Rapperswil freigegeben. In der Nacht bildeten sich grosse Risse im Eis. Die Eispolizei, Uniformierte auf Schlittschuhen, sorgten für Ordnung. Fliegende Händler verkauften an die Besucher des Sees. Die Eisdicke betrug am 1. Februar 1963 zwischen 10,5 und 13,5 cm und am 10. Februar 1963 25 cm. Ende März 1963 konnte die Schifffahrt wiederaufgenommen werden.

## Besiedlung und Bevölkerung
| rechtsseitiges Seeufer 1 (Norden) | linksseitiges Seeufer (Süden) |
| --- | --- |
| - Schmerikon (SG) - Rapperswil-Jona (SG) - Hombrechtikon (ZH) - Stäfa (ZH) - Männedorf (ZH) - Uetikon am See (ZH) - Meilen (ZH) - Herrliberg (ZH) - Erlenbach (ZH) - Küsnacht (ZH) - Zollikon (ZH) | - Tuggen (SZ) - Wangen (SZ) - Lachen (SZ) - Altendorf (SZ) - Freienbach (SZ) - Wollerau (SZ) - Richterswil (ZH) - Wädenswil (ZH) - Horgen (ZH) - Oberrieden (ZH) - Thalwil (ZH) - Rüschlikon (ZH) - Kilchberg (ZH) |
| - Zürich | |
| 1 Bezugspunkt für «rechtsseitiges Seeufer» ist die Flussrichtung von Linth und Limmat, d. h. das nordöstliche Ufer des Zürichsees. ZH, SG und SZ bezeichnen die Kantonszugehörigkeit.              | |

Die Gesamtfläche des Zürichsees beträgt 88,17 km², wobei auf den Kanton Zürich 59,79 km², auf den Kanton Schwyz 17,46 km² und auf den Kanton St. Gallen 10,92 km² entfallen.
Beide Uferstreifen des Zürichsees sind vor allem im westlichen Bereich seit dem grossen Bauboom des 20. Jahrhunderts fast lückenlos mit Wohn- und Gewerbesiedlungen und mit Verkehrsinfrastrukturen überbaut.
Die Wohnregion am rechten Ufer im Kanton Zürich wird aufgrund der besonnten Lage und der überdurchschnittlich einkommensstarken Bevölkerungsschicht mit dem Übernamen Goldküste bezeichnet, während das Land am linken Seeufer kontrastierend manchmal abwertend Pfnüselküste genannt wird.
Über den Zürichseegemeinden liegen die Hügel des Zimmerbergs (linkes Ufer) und des Pfannenstiels (rechtes Ufer). Insbesondere der Zimmerberg mit der Region Hirzel im südlichsten Zipfel des Kantons Zürich ist vergleichsweise dünn besiedelt.
Abhängig davon, ob politische Gemeinden oder Ortschaften (Ortsteile) gezählt werden, grenzen an den Zürichsee und den Obersee 31 Ortschaften: Zum Kanton Zürich gehören 20 (alle am Zürichsee) und acht zum Kanton Schwyz, davon drei am Obersee, Pfäffikon und Hurden teilweise. Zwei der drei St. Galler Zürichsee-Gemeinden liegen vollständig am Obersee, wobei das Gemeindegebiet von Rapperswil-Jona mehrheitlich dem Obersee zuzuzählen ist.
Zürich ist das wirtschaftliche Zentrum der Zürichseeregion. Der Anteil von 4,1 km² des gesamten Gemeindegebiets von 87,78 km² entfallen auf den Zürichsee. Die politische Gemeinde Zürich – die seit 1989 auch mit dem Bezirk Zürich deckungsgleich ist – zählt rund 450'000 Einwohner; in der Agglomeration, im so genannten «Millionen-Zürich», leben 1,33 Mio. Menschen. Die Metropolregion Zürich, die grosse Teile des östlichen und zentralen Schweizer Mittellandes umfasst, hat 4,14 Mio. Einwohner.
Die bevölkerungsmässig kleinste Anrainerortschaft ist Hurden bei Pfäffikon mit 271 Einwohnern (Stand 2008).
In den Siedlungen rund um den Zürichsee leben schätzungsweise 1,2 Mio. Menschen.
Weitere historisch und kulturell bedeutsame Ortschaften sind u. a. die Rosenstadt Rapperswil, Pfäffikon, Wädenswil, Horgen, Thalwil, Stäfa und Meilen. (Auflistung unvollständig)
Archäologische Funde aus dem Zürichsee, insbesondere Funde von einfachen und zweckmässigen Keramiken aus einer Ufersiedlung, sind namensgebend für die Horgener Kultur, eine jungsteinzeitliche Kulturepoche, die zwischen 3500 und 2800 v. Chr. bestanden hatte und durch Feuchtbodensiedlungen und Pfahlbauten gekennzeichnet ist. Benannt ist die Kultur nach ihrem ersten Fundort, Horgen-Scheller am Zürichsee, weitere wichtige Fundstellen sind Sipplingen am Bodensee oder Bad Buchau am Federsee.

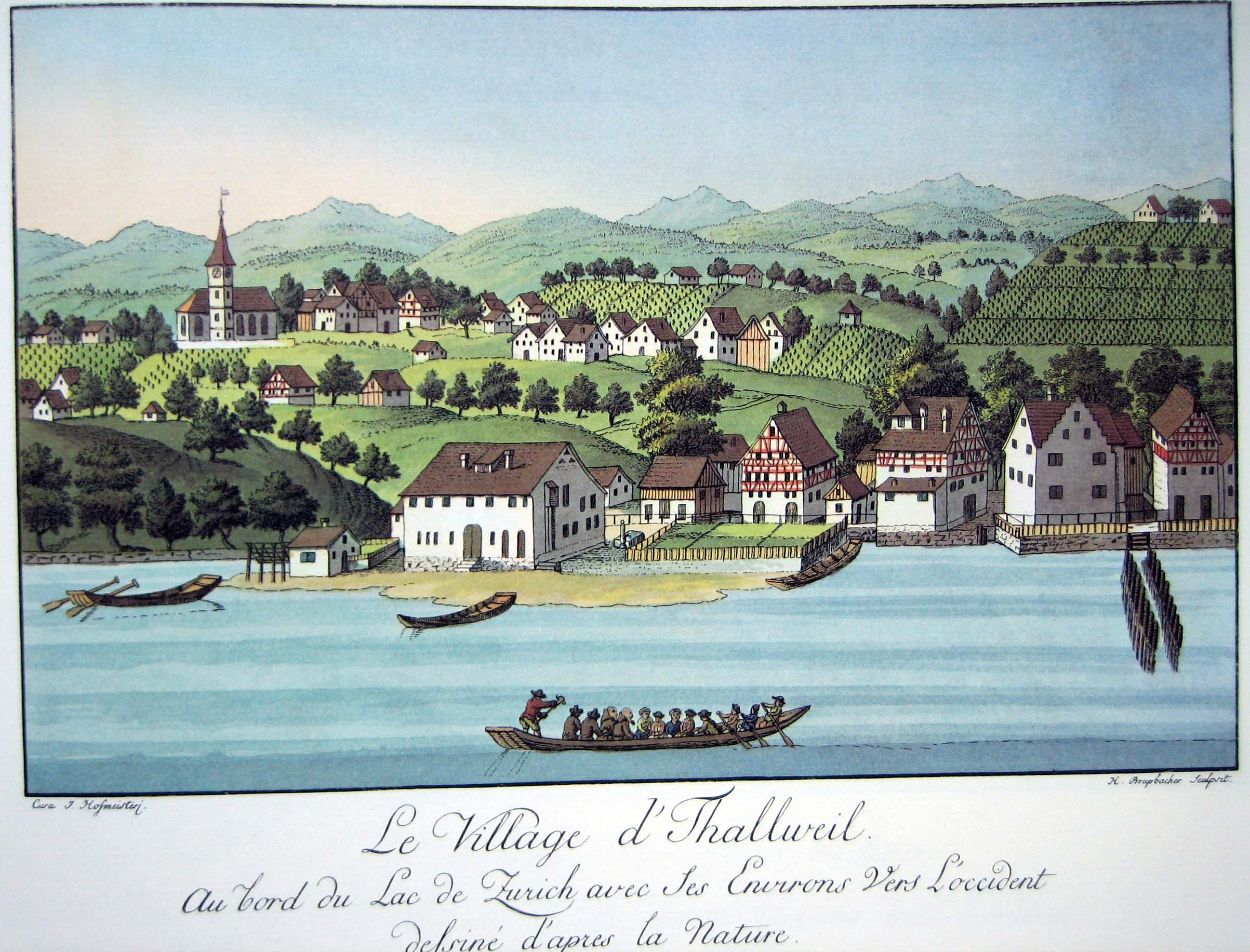
Thalwil (1794), Stich von Heinrich Brupbacher
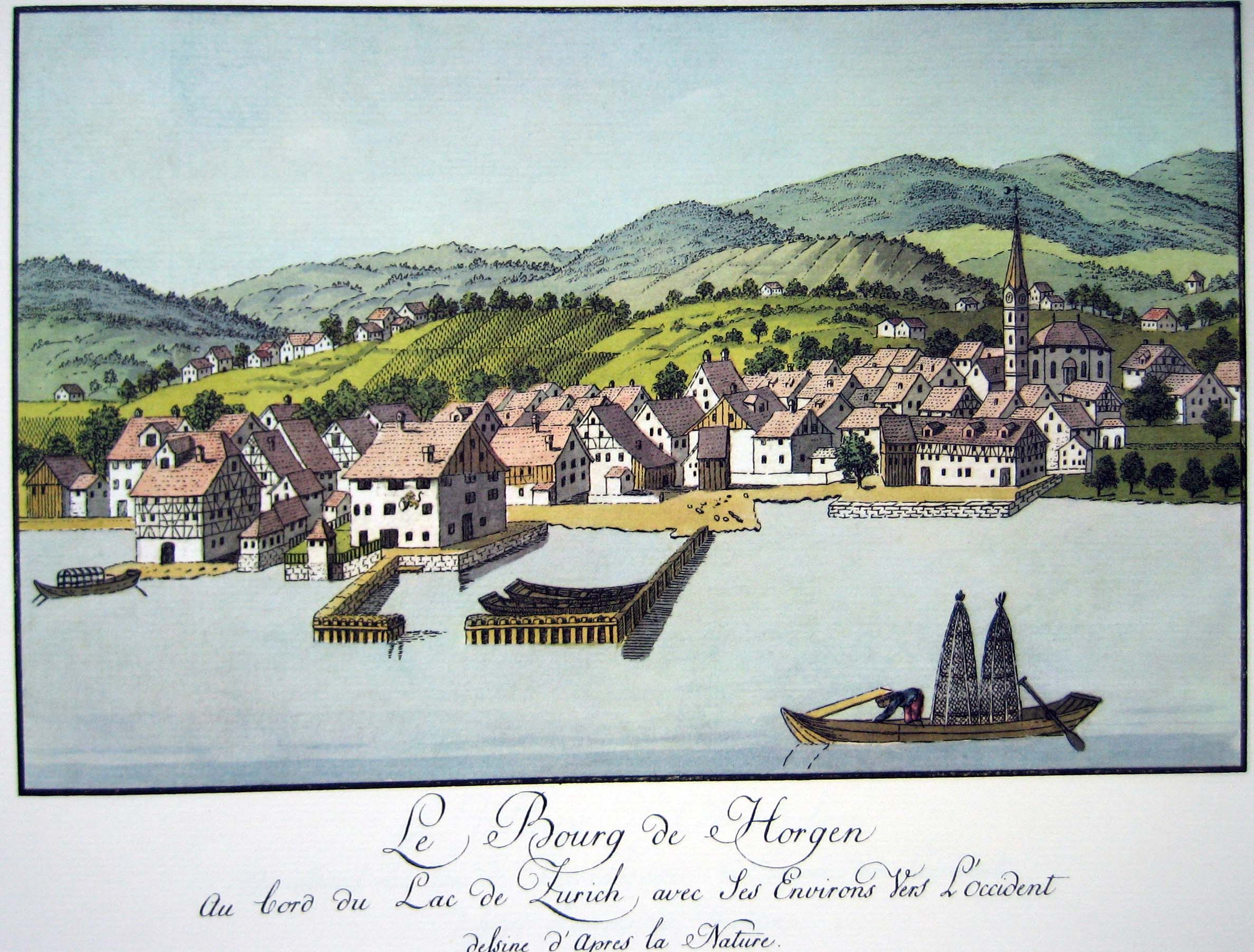
Horgen (1794), Stich von H. Brupbacher
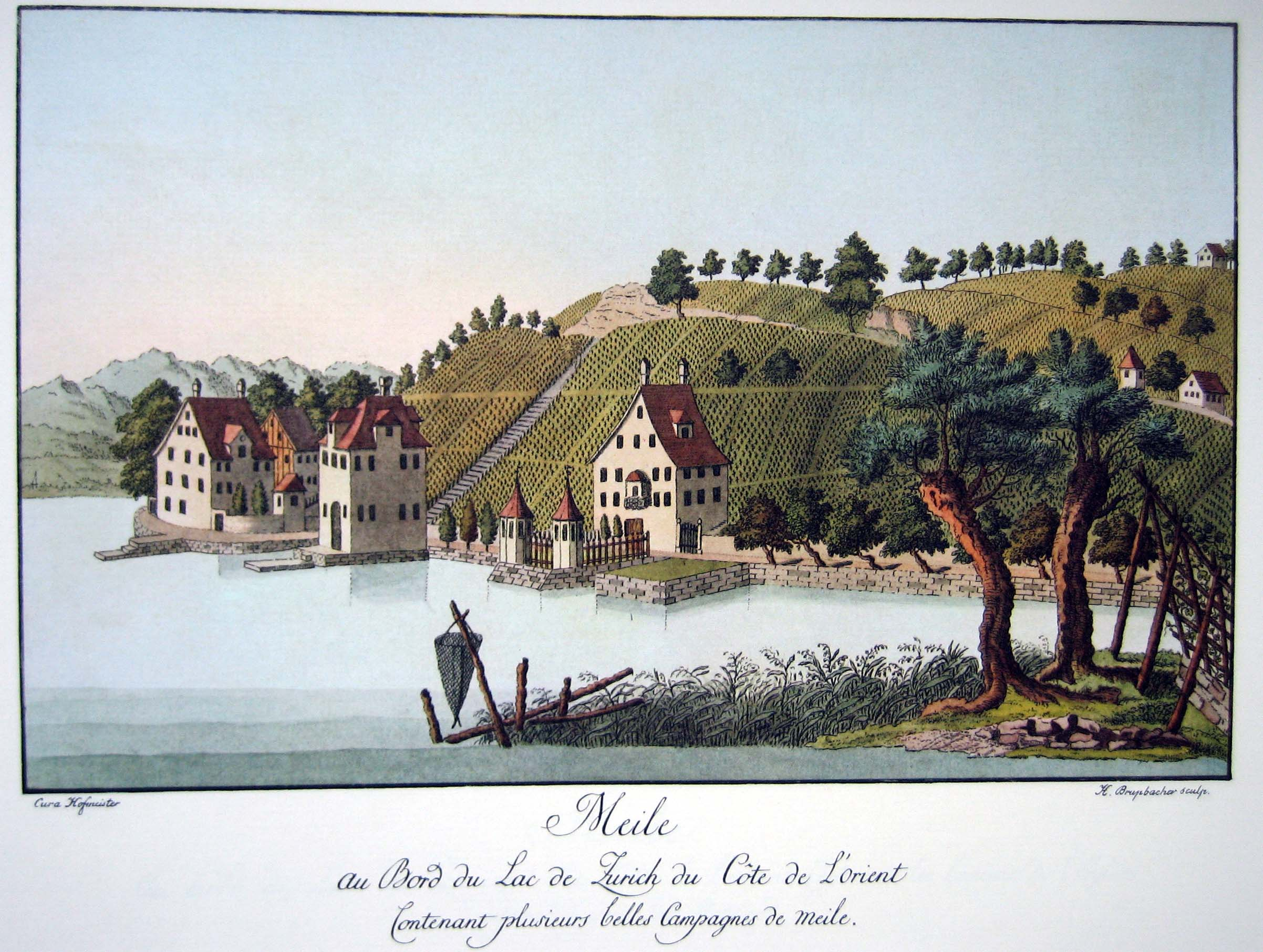
Meilen (1794), Stich von H. Brupbacher
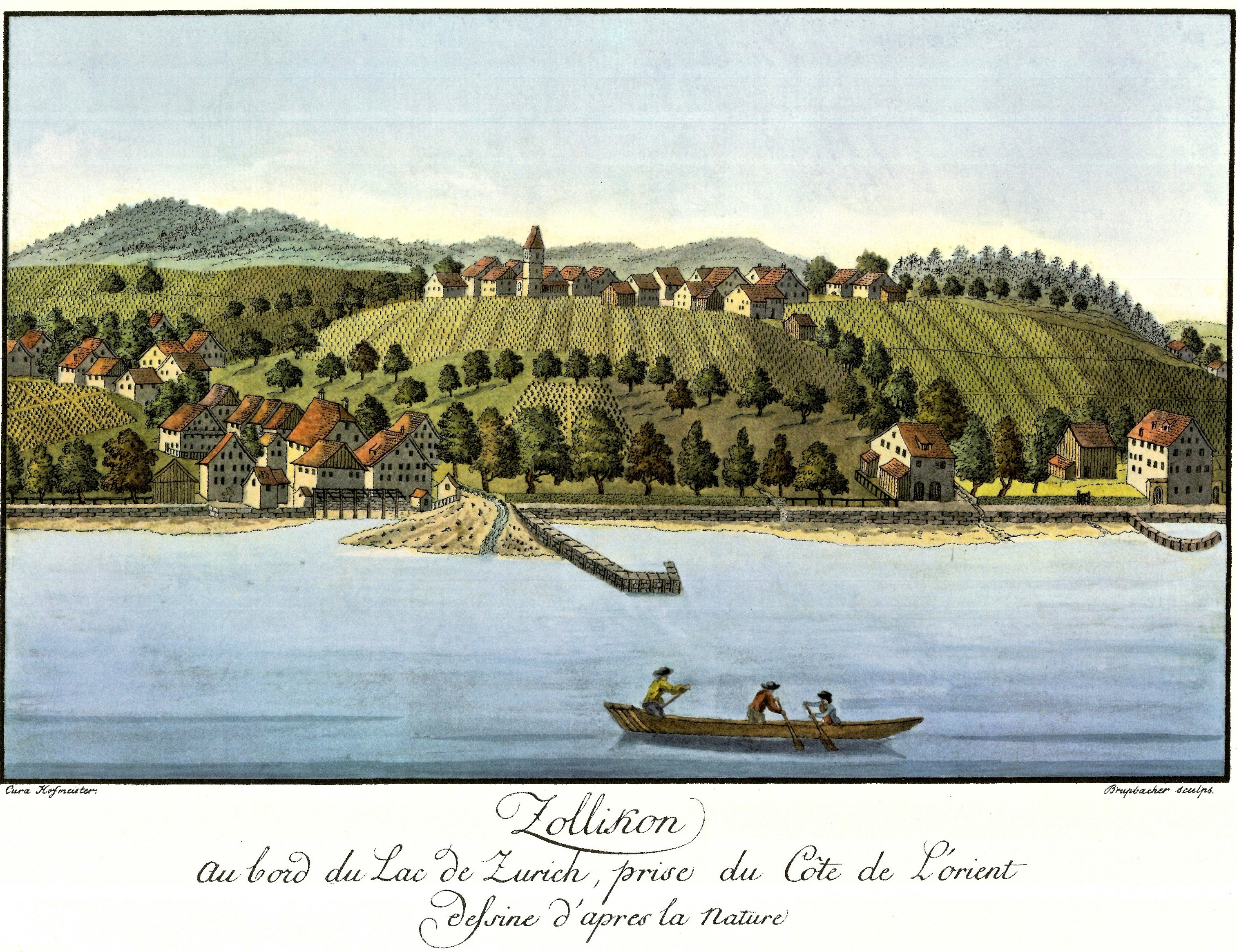
Zollikon (1794), Stich von H. Brupbacher
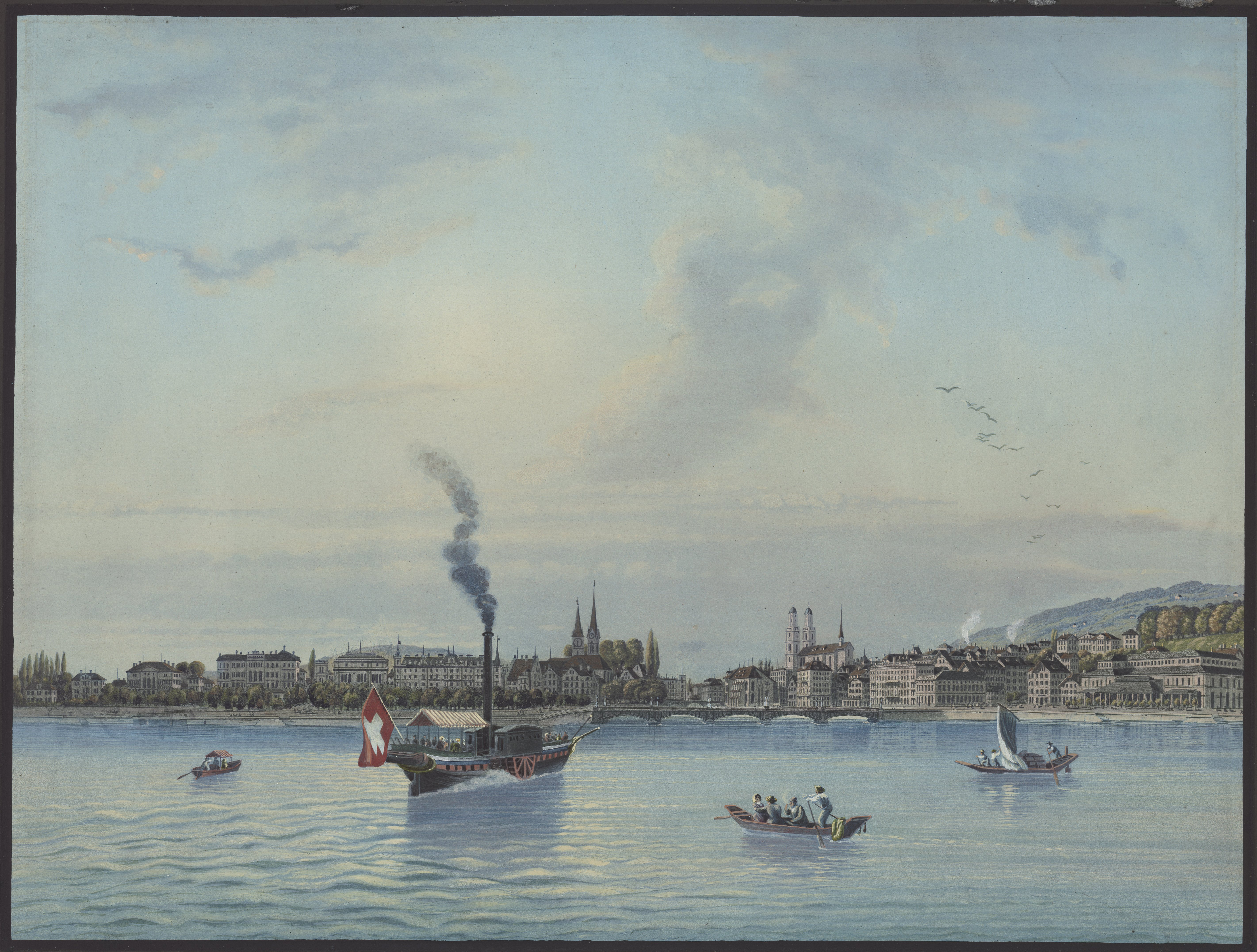
Dampfschiff auf dem Zürichsee (zwischen 1882 und 1886)

## Tourismus und Verkehr

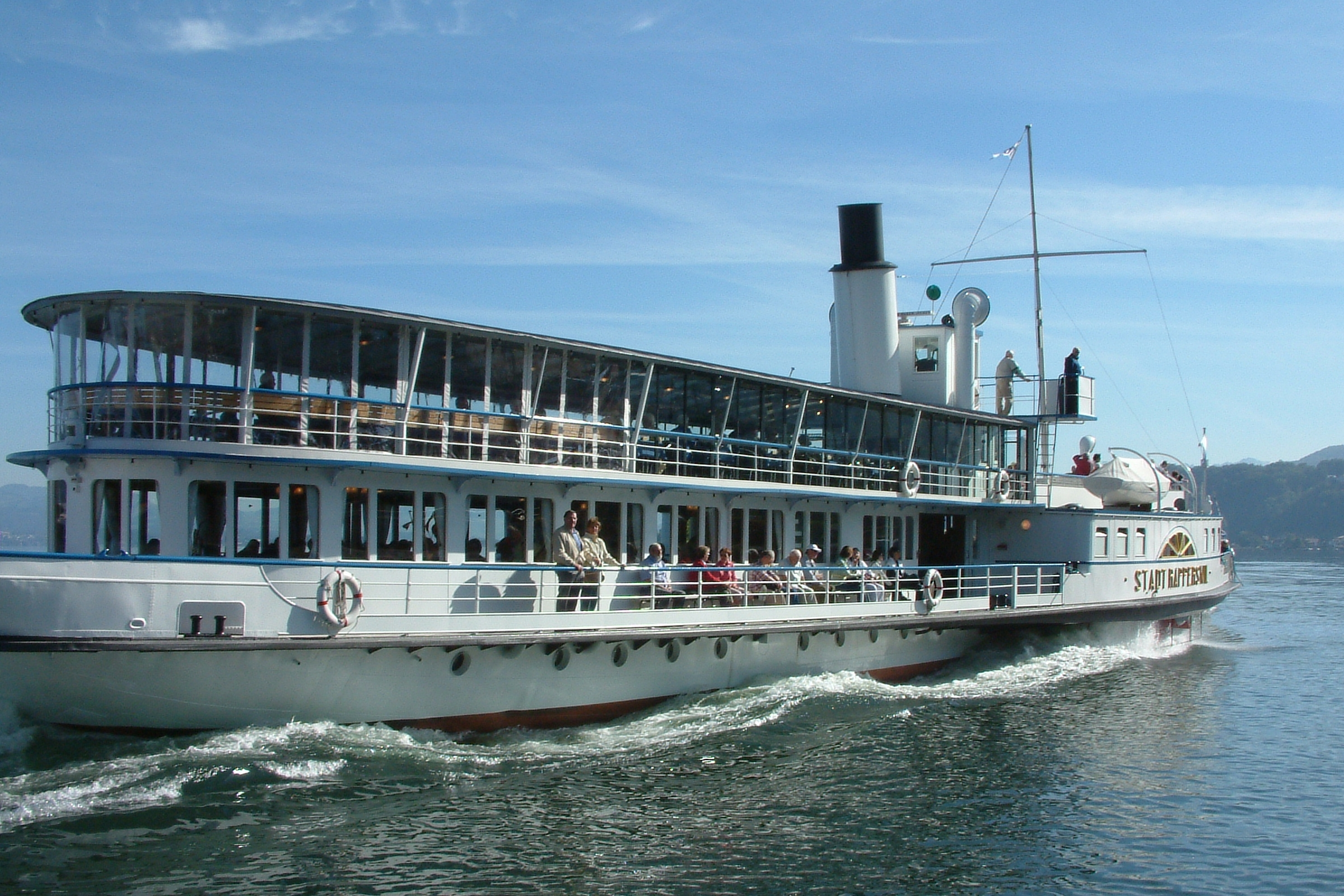
Schaufelraddampfer «Stadt Rapperswil»

### Anfänge des Schiffsverkehrs
Die Anfänge des Schiffsverkehrs auf dem Zürichsee dürften bis zur frühest nachweisbaren Besiedlung seiner Ufer vor rund 6'000 Jahren zurückreichen. Historisch gesichert ist, nach Eroberung des von keltischen Helvetiern besiedelten Gebiets um 15 v. Chr., die Errichtung eines römischen Zollpunkts beim vicus Turicum (Zürich). Dieser sicherte auf der Wasserstrasse Walensee–Zürichsee den Handelsverkehr zwischen den römischen Provinzen Gallia Belgica respektive Germania superior und Raetia.
Der Wasserweg gewann im frühen Mittelalter zunehmend an Bedeutung, als wichtige Verbindung im internationalen Güterverkehr in Richtung Walensee und Bündnerpässe. Neben dem Transitverkehr entwickelte sich zunehmend auch der Pilgerverkehr nach Einsiedeln, und der See wurde von lokalen Händlern auf dem Weg zum Markt nach Zürich benutzt, darüber hinaus über die Limmat in den Rhein (Hirsebreifahrt).

### Warentransport heute
Seine wichtige Rolle als Transportachse hat der See verloren. Noch immer werden aber schwere Massengüter auf dem Wasser transportiert. Die Ledischiff genannten Transportkähne können die Fracht von 50 Lastwagen laden. Jährlich werden 300'000 Tonnen Kies, Sand und Steine transportiert – in den 1970er-Jahren war es noch mehr als drei Mal so viel gewesen. Die Kibag verfügt über mehrere Ladequais, unter anderem in der Stadt Zürich in Wollishofen.

### Tourismus auf dem Zürichsee

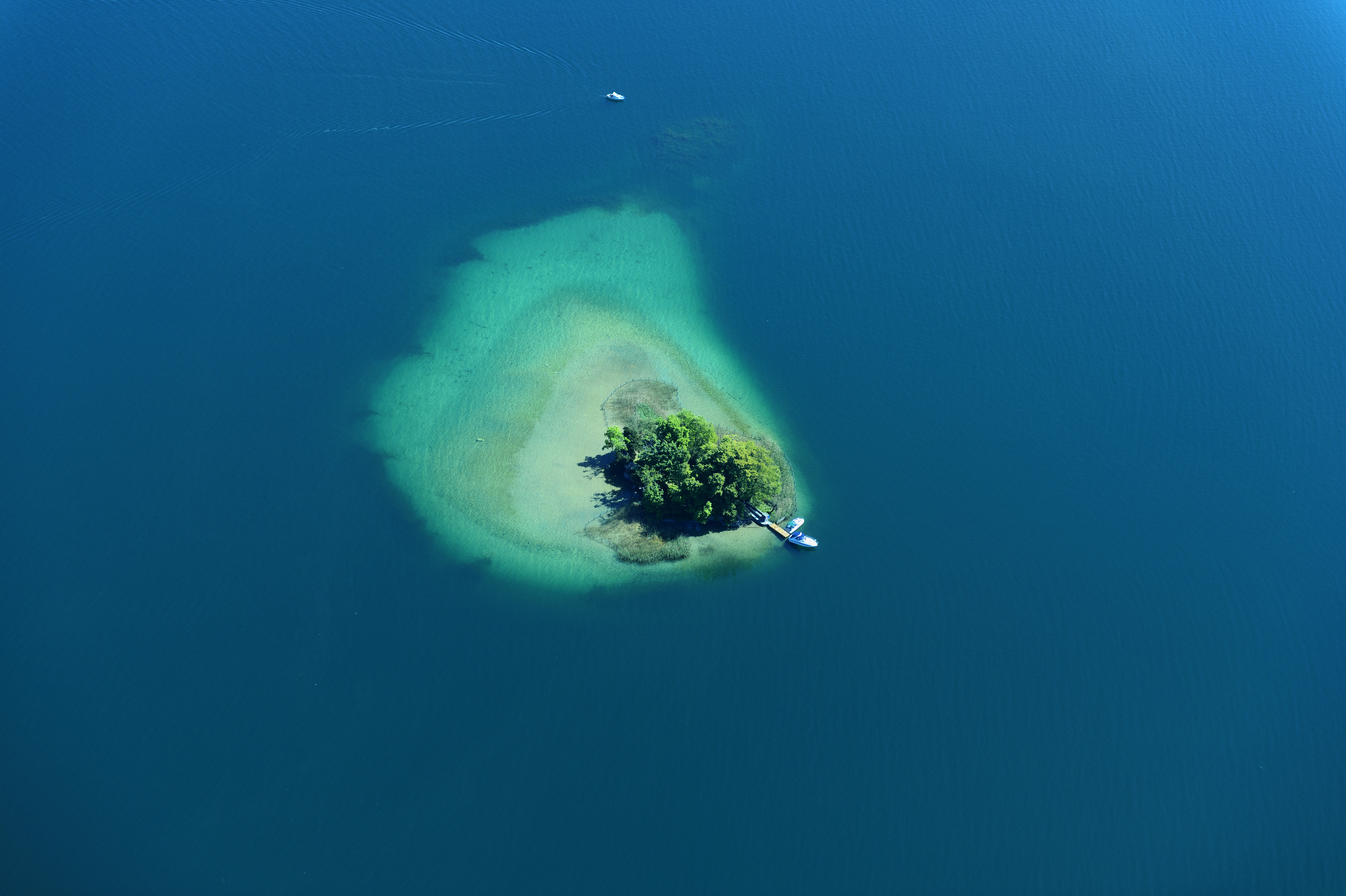
Insel Schönenwirt

Der Rorschacher Bürger Franz Carl Caspar, Gründer der «Dampfschiffahrtsgesellschaft für den Bodensee und Rhein», war auch daran interessiert, auf dem Zürichsee und dem Walensee die Dampfschifffahrt einzuführen, zusammen mit dem Schaffhauser Johann Jakob Lämmlin als technischem Fachmann. Die beiden Pioniere gründeten am 19. März 1834 die Gesellschaft «Caspar und Lämmlin, Unternehmer der Dampfschifffahrt auf dem Zürcher- und Walensee». Die Minerva nahm als erster Zürichseedampfer am 19. Juli 1835 ihren Betrieb auf. Sie war in England konstruiert und in den Werkstätten von Escher, Wyss & Cie. in Zürich fertiggestellt worden.
Aus dieser ersten touristischen Erschliessung des Zürichseegebiets entstand die heutige Zürichsee-Schiffahrtsgesellschaft (ZSG, seit 1957), deren Flotte aus insgesamt 17 Schiffen (Stand 2007) auf dem Zürichsee, dem Obersee und auf der durch die Stadt Zürich führenden Limmat den fahrplanmässigen, ganzjährigen Personenverkehr garantiert.
Auf den Kursschiffen sind die üblichen ZVV-Zonenbilette gültig. Dies schliesst auch den Personentransport bei der selbständig auftretenden ZSG-Limmatschifffahrt und der eigenständigen Zürichsee-Fähre Horgen–Meilen ein.

### Fährbetrieb

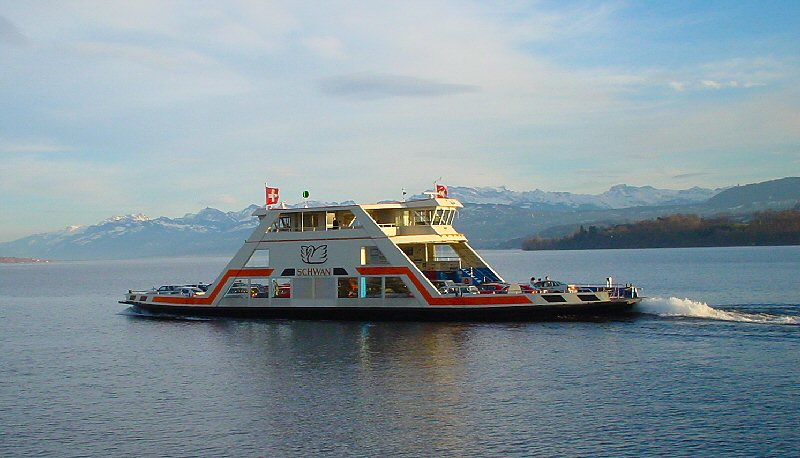
Zürichseefähre «Schwan» auf der Fahrt von Horgen nach Meilen

Eine wichtige Querverbindung für den Personen- und motorisierten Verkehr sind die fünf Autofähren der Zürichsee-Fähre Horgen-Meilen AG von Horgen nach Meilen. Sie beförderten im Jahr 2007, üblicherweise im Zehnminutentakt, 2'247'348 Personen, 1'277'038 Personenwagen und 89'034 Lastwagen auf ihrer rund drei Kilometer langen Route.
Weitere durchgängig Personen-Schiffe im regelmässigen Pendelbetrieb über den Zürichsee verkehren zwischen Richterswil, Wädenswil, Stäfa und Männedorf, weiter zwischen Thalwil, Erlenbach und Küsnacht, sowie unregelmässig zwischen Rapperswil und der Insel Ufenau.
Die Rundfahrt der Stadtzürcher Limmatschiffe (Betreiberin ist die ZSG) führt auf der Limmat vom Landesmuseum aus bis zum Bürkliplatz und weiter nach Wollishofen und zum Zürichhorn. Zusätzlich wird mit den Limmatschiffen auch die Haltestelle Hafen Enge bedient.

### Schiffländen
Orte mit Schifflände der Personenschifffahrt, zuerst Obersee, dann von Süden nach Norden
| Name                           | Ufer             | Lage                                      | Kt. | ⊙                                          | Bild | Anmerkungen         |
| ------------------------------ | ---------------- | ----------------------------------------- | --- | ------------------------------------------ | ---- | ------------------- |
| Schmerikon (See)               | rechts (Obersee) | Schmerikon                                | SG  | !508.9403395547.2246485 47.224648 8.940339 | 2011 |                     |
| Lachen SZ (See)                | rechts (Obersee) | Lachen SZ                                 | SZ  | !508.8502185547.1937715 47.193771 8.850218 | 2010 |                     |
| Altendorf Seestatt             | links (Obersee)  | Altendorf                                 | SZ  | !508.8325405547.1949945 47.194994 8.83254  | BW   |                     |
| Rapperswil SG Hochschule (See) | rechts (Obersee) | Rapperswil                                | SG  | !508.8164525547.2223915 47.222391 8.816452 | BW   |                     |
| Pfäffikon SZ (See)             | rechts           | Pfäffikon SZ                              | SZ  | !508.7751745547.2079275 47.207927 8.775174 | 2009 |                     |
| Richterswil (See)              | links            | Richterswil: beim Bahnhof Richterswil     | ZH  | !508.7073715547.2091335 47.209133 8.707371 | 2011 |                     |
| Insel Ufenau                   |                  | Pfäffikon SZ: Insel Ufenau                | SZ  | !508.7766105547.2180255 47.218025 8.77661  | 2010 |                     |
| Rapperswil SG (See)            | rechts           | Rapperswil: beim Bahnhof Rapperswil SG    | SG  | !508.8136765547.2257385 47.225738 8.813676 | 2011 |                     |
| Wädenswil (See)                | links            | Wädenswil: beim Bahnhof Wädenswil         | ZH  | !508.6753705547.2301275 47.230127 8.67537  | 2010 |                     |
| Uerikon (See)                  | rechts           | Uerikon                                   | ZH  | !508.7582375547.2335835 47.233583 8.758237 | BW   |                     |
| Stäfa (See)                    | rechts           | Stäfa                                     | ZH  | !508.7184605547.2387165 47.238716 8.71846  | 2009 |                     |
| Halbinsel Au                   | links            | Au ZH: Halbinsel Au                       | ZH  | !508.6487555547.2504545 47.250454 8.648755 | BW   |                     |
| Männedorf (See)                | rechts           | Männedorf                                 | ZH  | !508.6891185547.2528355 47.252835 8.689118 | 2010 |                     |
| Uetikon am See (See)           | rechts           | Uetikon am See                            | ZH  | !508.6756125547.2586245 47.258624 8.675612 | 2010 |                     |
| Horgen Autoquai                | links            | Horgen                                    | ZH  | !508.6045735547.2592885 47.259288 8.604573 | 2017 | für Zürichsee-Fähre |
| Horgen (See)                   | links            | Horgen                                    | ZH  | !508.5975435547.2619175 47.261917 8.597543 | 2010 |                     |
| Meilen (See)                   | rechts           | Meilen                                    | ZH  | !508.6403395547.2676395 47.267639 8.640339 | 2011 |                     |
| Meilen Autoquai                | rechts           | Meilen                                    | ZH  | !508.6385865547.2680255 47.268025 8.638586 | 2011 | für Zürichsee-Fähre |
| Oberrieden (See)               | links            | Oberrieden                                | ZH  | !508.5818995547.2786465 47.278646 8.581899 | 2023 |                     |
| Herrliberg (See)               | rechts           | Herrliberg                                | ZH  | !508.6098755547.2835135 47.283513 8.609875 | 2010 |                     |
| Thalwil (See)                  | links            | Thalwil                                   | ZH  | !508.5681785547.2967795 47.296779 8.568178 | BW   |                     |
| Erlenbach ZH (See)             | rechts           | Erlenbach                                 | ZH  | !508.5893885547.3030845 47.303084 8.589388 | 2010 |                     |
| Küsnacht ZH Heslibach          | rechts           | Küsnacht: Heslibach                       | ZH  | !508.5844725547.3084155 47.308415 8.584472 | 2010 |                     |
| Rüschlikon (See)               | links            | Rüschlikon                                | ZH  | !508.5584485547.3098895 47.309889 8.558448 | 2014 |                     |
| Küsnacht ZH (See)              | rechts           | Küsnacht, beim Bahnhof Küsnacht ZH        | ZH  | !508.5783185547.3190805 47.31908 8.578318  | 2012 |                     |
| Kilchberg ZH (See)             | links            | Kilchberg                                 | ZH  | !508.5518725547.3226265 47.322626 8.551872 | 2009 |                     |
| Zollikon (See)                 | rechts           | Zollikon                                  | ZH  | !508.5674185547.3391125 47.339112 8.567418 | 2015 |                     |
| Zürich Wollishofen (See)       | links            | Zürich Wollishofen                        | ZH  | !508.5367935547.3455215 47.345521 8.536793 | 2015 |                     |
| Zürich Landiwiese              | links            | Zürich                                    | ZH  | !508.5364055547.3488015 47.348801 8.536405 | 2015 | keine Kursschiffe   |
| Zürich Tiefenbrunnen (See)     | rechts           | Zürich: beim Bahnhof Zürich Tiefenbrunnen | ZH  | !508.5606855547.3499505 47.34995 8.560685  | 2007 |                     |
| Zürichhorn (See)               | rechts           | Zürich: Zürichhorn                        | ZH  | !508.5531185547.3526895 47.352689 8.553118 | 2010 |                     |
| Zürich Bellevue (See)          | rechts           | Zürich: am Utoquai, beim Bellevue         | ZH  | !508.5449385547.3654675 47.365467 8.544938 | BW   |                     |
| Zürich Bürkliplatz (See)       | links            | Zürich: beim Bürkliplatz                  | ZH  | !508.5410855547.3657255 47.365725 8.541085 | 2014 |                     |

### Eisenbahn- und Fahrzeugverkehr

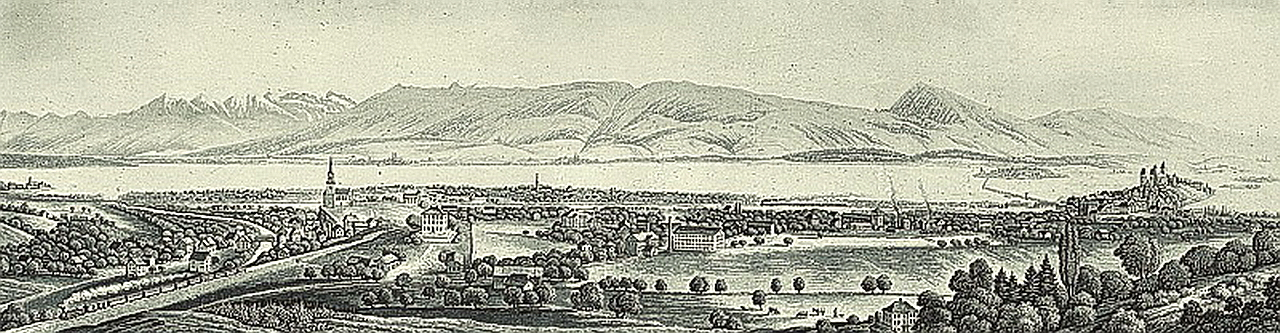
Eisenbahnfieber in Rapperswil (1859). Panoramabild aus der zweiten Hälfte des 19. Jahrhunderts

1895 verkehrte die erste Dampfeisenbahn am Bahnhof Rapperswil, als Knotenpunkt der Bahnlinien von Rapperswil nach Rüti und von Rapperswil dem Obersee entlang nach Schmerikon.
Über den Seedamm von Rapperswil führt seit 1878 die Bahnstrecke der SOB und die Strasse nach Pfäffikon SZ.
Der legendäre Arlberg-Orient-Express fuhr eine Zeit lang von Bukarest, Budapest, Wien und die Arlbergbahn am Zürichsee entlang nach Zürich und weiter nach Basel, Paris und Calais. Die beiden Bahnlinien links und rechts des Zürichsees entstanden 1875 respektive 1894.

### Freizeit

#### Fussgänger/Wanderer
Bei schönem Wetter sind die Seepromenaden Ziel vieler Spaziergänger, besonders auf dem Gebiet der Stadt Zürich.
Am Zürichsee wurden im 19. und 20. Jahrhundert grossflächige Aufschüttungen zur Landgewinnung und Uferbefestigungen erstellt. Die Gewässer sind in der Schweiz öffentlich. Dies ist im ZGB (Art. 664) und im Raumplanungsgesetz des Bundes (Art. 3) festgehalten. Trotzdem ist ein Grossteil des Seeufers für die Öffentlichkeit nicht zugänglich. Ein Wanderweg rund um den Zürichsee existiert nicht, es bestehen nur Teilstücke davon. Seit vielen Jahren wird um den Seeuferweg politisch debattiert. Eine Volksinitiative fordert bis 2050 die Erstellung eines durchgehenden Uferwegs auf dem Gebiet des Kantons Zürich.
Der Zürichsee-Rundweg Nr. 84 von SchweizMobil führt in 10 Etappen rund um den Zürichsee. Der Weg kann jedoch nicht als Uferweg bezeichnet werden, da er, besonders entlang der Goldküste, oberhalb der Dörfer entlang führt.

#### Wassersport
In den Sommermonaten ist das Verkehrsaufkommen auf dem Zürichsee gross; Schwimmer, Taucher, private Wasserfahrzeuge und Kursschiffe müssen sich den Platz teilen. In vielen Gemeinden rund um den See gibt es öffentliche Badeanstalten.
Im Kanton Zürich sind fast 12'000 Wasserfahrzeuge zugelassen:
- ca. 5800 Motorschiffe
- ca. 2100 Segelschiffe mit Motor
- ca. 2200 Segelschiffe ohne Motor
- ca. 1400 Ruderboote

## Wirtschaft

### Trinkwasserversorgung
Der See ist eine wichtige Trinkwasserquelle für die Region. Mit neun Wasserwerken werden allein 40 % des Trinkwasserbedarfs des Kantons Zürich gedeckt. Rund 152 Millionen Liter Wasser werden dem See im Kanton Zürich täglich für die Trinkwasserversorgung entnommen. Übers ganze Jahr beläuft sich die Entnahme in etwa auf 78 Millionen Kubikmeter oder zwei Prozent des Wasservolumens des Sees.

### Weinbau

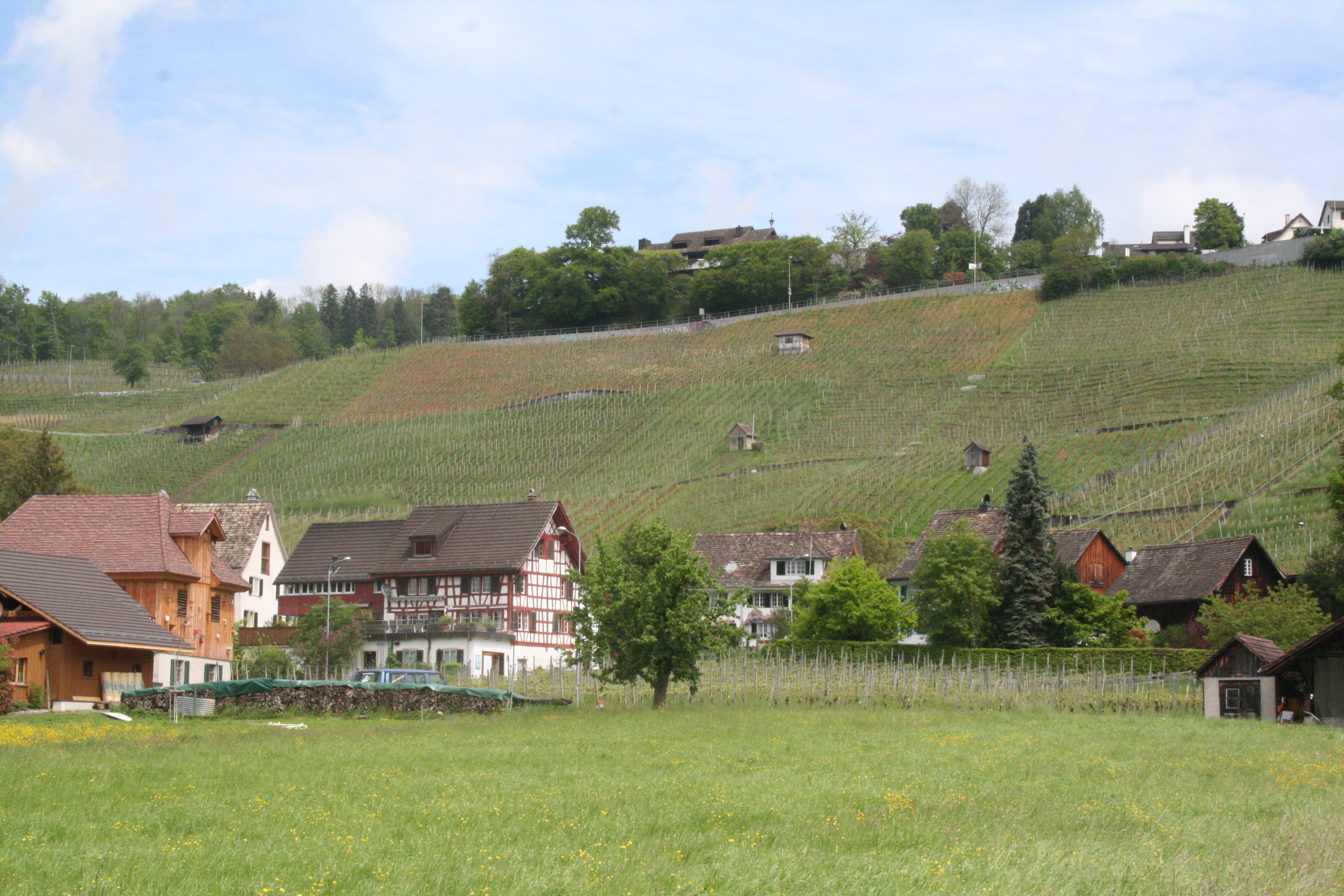
Rebberg «Lattenberg» in Stäfa

Der See und der Föhn im Herbst begünstigen das Anbaugebiet am Zürichsee. Rund um den See kann Wein angebaut werden, zumeist die Rebsorten Riesling, Silvaner, Räuschling, Blauburgunder und Completer.
Stäfa am rechten Seeufer gilt mit 50 Hektaren als die grösste Weinbaugemeinde des Kantons Zürich, auch in Meilen und Herrliberg gibt es noch einige Rebberge. Am linken Seeufer steht auf der Halbinsel Au das Weinbaumuseum Au. In Wädenswil befinden sich das Kompetenzzentrum des Bundes für landwirtschaftliche Forschung Agroscope und das Departement Life Sciences und Facility Management der Zürcher Hochschule für Angewandte Wissenschaften, in dem Winzer, Önologen und Kellermeister ausgebildet werden.
Die Römer brachten den Wein vor rund 2000 Jahren über die Alpen nach Zürich und damit auch das Wissen über den Anbau. Funden zufolge haben bereits die Römer am Zürichseeufer Rebgärten bewirtschaftet.

## Bilder

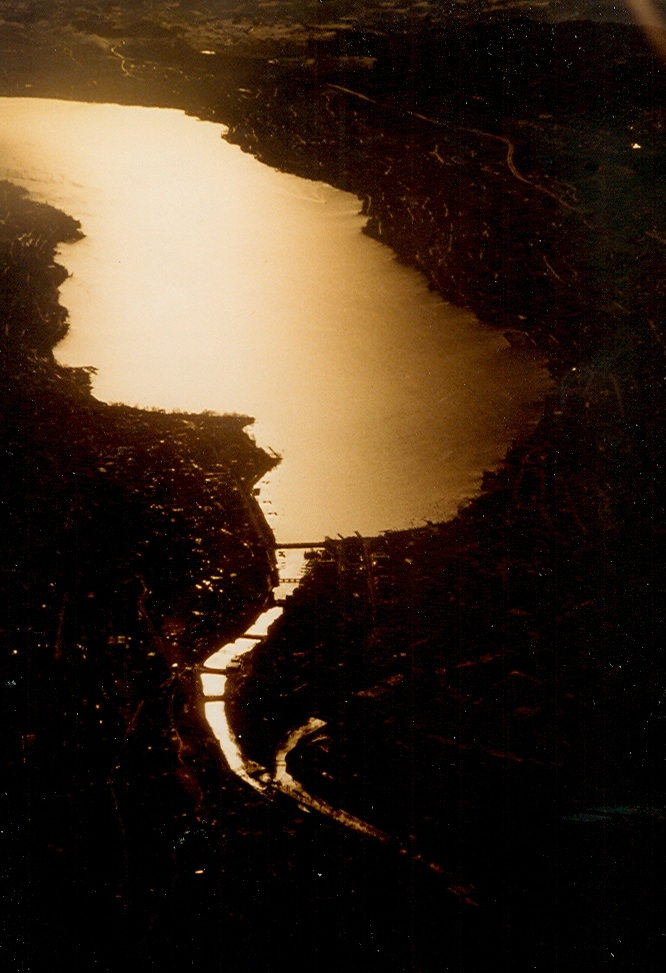
Blick über Limmat und Zürichsee nach Süden
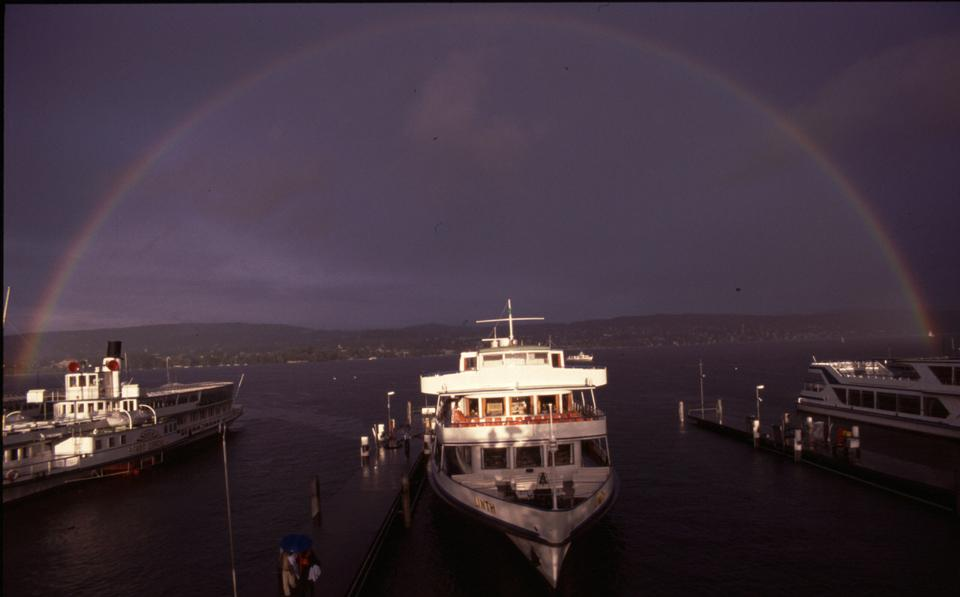
Gewitter über Wollishofen
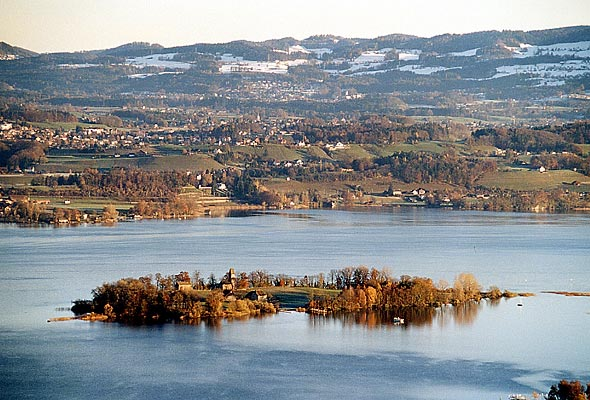
Zürichsee mit Ufenau
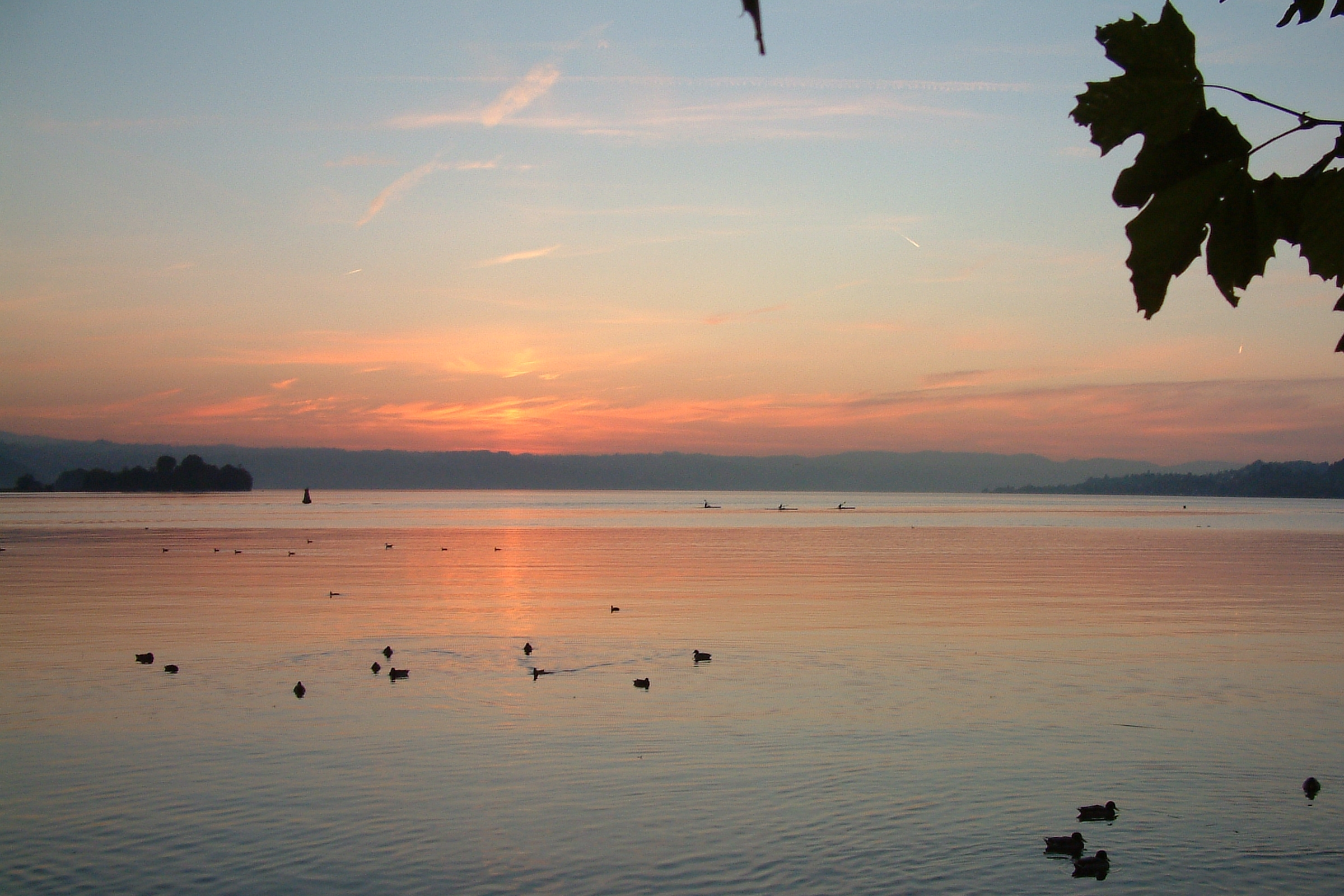
Sonnenuntergang in Rapperswil
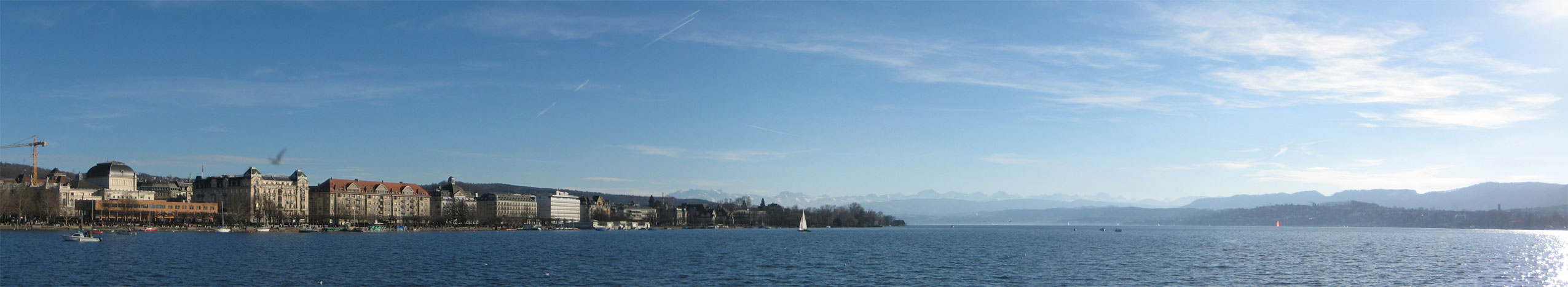
Panorama von der Aussicht auf die Alpen vom Zürichsee aus. 47,36536° N, 8,54119° O
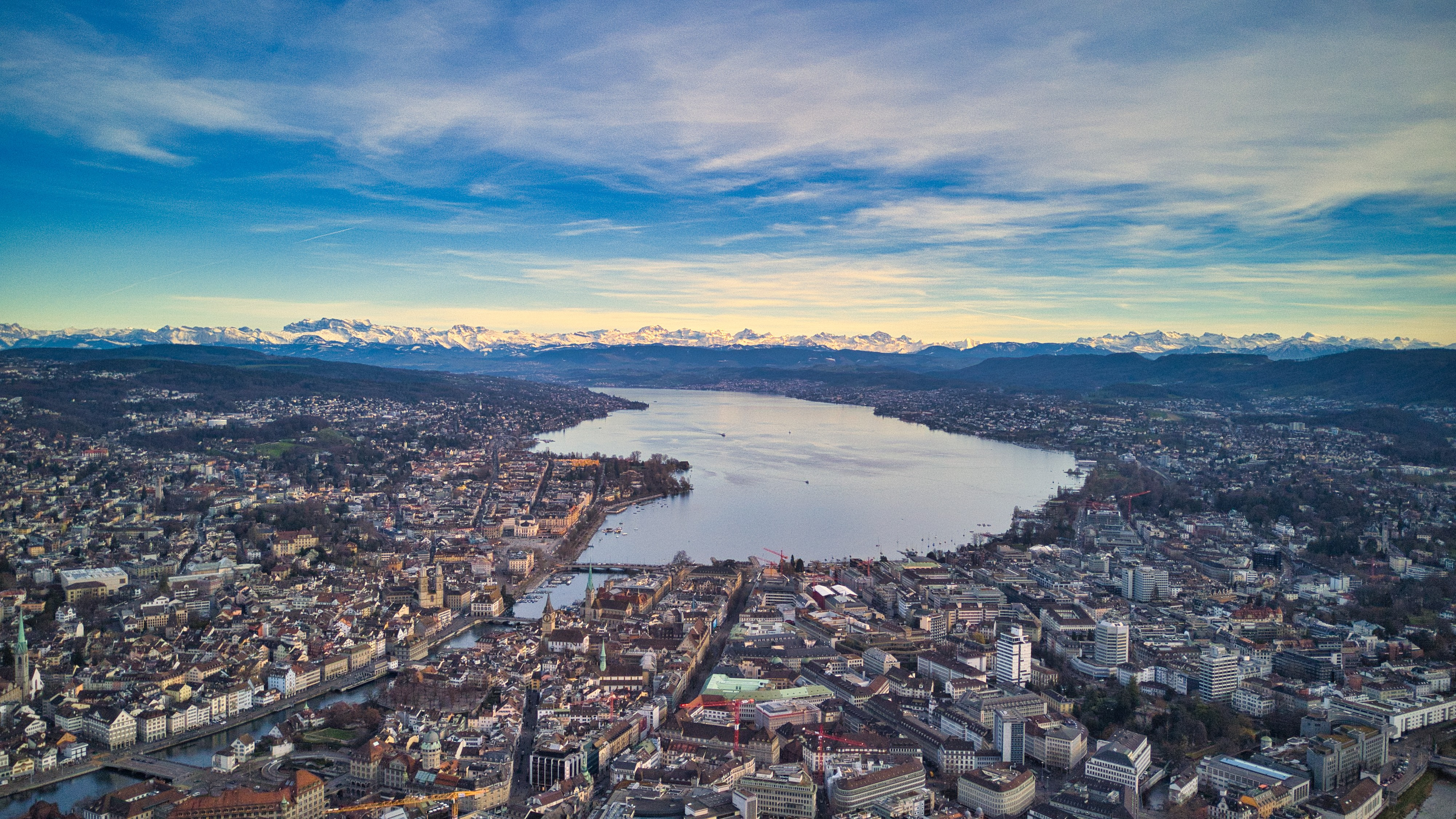
Zürichsee von oben